# 杨斌 (1961年)
杨斌（1961年12月—），男，汉族，山东昌邑人，中华人民共和国政府官员，中國共產黨黨員，现任北京市人民政府副市长。在职研究生（中国人民大学产业经济专业）学历，经济学博士，教授级高级工程师。

## 生平
毕业于北京建筑工程学院给排水专业。1983年9月参加工作。1985年5月，加入中国共产党。历任北京市第一城建开发公司副经理、经理，北京城市建设开发集团有限责任公司副经理，北京城市开发集团有限责任公司副总经理，北京地铁建设管理有限责任公司党委副书记、总经理，北京地铁集团有限责任公司副总经理，北京市轨道交通建设管理有限公司党委书记、董事长，市重大项目办党组副书记、主任。
2011年5月，任北京市住房和城乡建设委员会党组书记、主任，北京市重大项目建设指挥部办公室党组副书记、主任。2014年11月，任通州区委书记。2017年12月，任北京市副市长、通州区委书记。2022年1月，任北京市政协副主席。